# Baile dos Passarinhos
"Baile dos Passarinhos" é uma canção do apresentador de televisão e cantor brasileiro Gugu Liberato lançada em 1984, pela gravadora Copacabana. Comercialmente lançada em um compacto simples, traz a faixa "Bugaloo Da-Da" como lado B.
A música original, chamada "Der Ententanz" ("A Dança do Pato" em português), foi composta por Werner Thomas, um animador do cantão de Turgóvia, na Suíça. Ele compôs a melodia no acordeão e, em 1963, desenvolveu a "dança do pato". Thomas apresentava a peça como animador solo em bares e tendas de festas.
Em 1973, o produtor musical belga Louis Julien van Rijmenant ouviu Thomas em Davos, transcreveu a melodia, gravou-a em um sintetizador e adicionou uma letra sob o pseudónimo Terry Rendall. Thomas desenvolveu passos de dança inspirados nos movimentos de aquecimento dos esquiadores, que lembravam patos agitados. Essa simplicidade ajudou a dança a se espalhar amplamente, tornando-se um sucesso viral e um best-seller mundial.
A versão em português foi feita por Edgard Poças, versionista de hits do grupo infantil Turma do Balão Mágico, então um fenômeno nacional. Em 1984, a faixa entrou para a trilha sonora brasileira da telenovela mexicana Chispita, exibida pelo SBT, contribuindo com sua popularidade no país.
A música foi bem aceita pelo público, credita-se o feito a coreografia que o apresentador fazia no encerramento de seus programas, que foi criada por ele mesmo.
O compacto vendeu mais de 400 mil cópias no Brasil. Durante os anos de 1980 Gugu conseguiu vender centenas de milhares de cópias com esse e com seus discos posteriores.

## Lista de faixas
- Créditos adaptados da contracapa do compacto simples Baile Dos Passarinhos / Bugaloo Da-Da.[13]

Lado A
| N.º | Título                                                            | Compositor(es)                          | Duração |  |
| 1.  | "Baile Dos Passarinhos (Tchip, Tchip, El Baile de los Pajaritos)" | W. Thomas T Rendall Versão Edgard Poças |         |  |

Lado B
| N.º | Título          | Compositor(es)                         | Duração |  |
| 1.  | "Bugaloo Da-Da" | Terry Winter Neil Bernardes Moskemberg |         |  |